# Player efficiency rating
El player efficiency rating (PER), es una calificación "todo en uno" usada en baloncesto, que intenta combinar todas las contribuciones de un jugador en un solo número. Fue creada por el estadista deportivo de la ESPN John Hollinger el cual, utilizando una fórmula detallada, desarrolló un sistema que evalúa el rendimiento estadístico de cada jugador.

## Descripción
PER se esfuerza por medir el rendimiento por minuto de un jugador, mientras se ajusta al ritmo. Un PER promedio de liga es siempre de 15,00, lo que permite comparar el rendimiento de los jugadores a lo largo de las temporadas.
El PER tiene en cuenta los logros positivos, como los tiros de campo, los tiros libres, los triples, las asistencias, los rebotes, los tapones y los robos, y también los resultados negativos, como los tiros fallados, las pérdidas de balón y las faltas personales. La fórmula suma las estadísticas positivas y resta las negativas a través de un sistema de valores de puntos estadísticos. La puntuación de cada jugador se ajusta entonces a una base por minuto para que, por ejemplo, los sustitutos puedan compararse con los titulares en los debates sobre el tiempo de juego. También se ajusta al ritmo del equipo. Al final, un número resume los logros estadísticos de los jugadores para esa temporada.

### Relación con sabermetrics
El trabajo de Hollinger se ha beneficiado de las observaciones de sabermetrics (el análisis empírico de las estadísticas en béisbol), de Bill James. Una de las principales observaciones es que las estadísticas tradicionales de conteo en el béisbol, como las carreras impulsadas y las victorias, no son indicadores confiables del valor de un jugador. Por ejemplo, las carreras impulsadas dependen en gran medida de las oportunidades creadas por los compañeros de equipo de un jugador. El PER extiende esta forma de contar estadísticas al baloncesto, señalando que las oportunidades de un jugador de acumular estadísticas dependen del número de minutos jugados así como del ritmo del juego.

## Guía de referencia
Hollinger ha establecido el PER de manera que el promedio de la liga, cada temporada, sea de 15.00, lo que genera una guía de referencia práctica:
| La mejor temporada de la historia          | 35.0+     |
| Objetivamente MVP                          | 30.0-35.0 |
| Fuerte candidato a MVP                     | 27.5-30.0 |
| Débil candidato a MVP                      | 25.0-27.5 |
| Fijo All-Star                              | 22.5-25.0 |
| Cerca de ser All-Star                      | 20.0-22.5 |
| Segunda opción ofensiva                    | 18.0-20.0 |
| Tercera opción ofensiva                    | 16.5-18.0 |
| Jugador ligeramente por encima de la media | 15.0-16.5 |
| Jugador de rotación                        | 13.0-15.0 |
| Jugador de no-rotación                     | 11.0-13.0 |
| Jugador de banquillo                       | 9.0-11.0  |
| Jugador que no se queda en la liga         | 0 - 9.0   |

Solo en 25 ocasiones un jugador ha terminado la temporada con un PER superior a 30.0 (habiendo jugado al menos 15 partidos), siendo el mayor registro una valoración de 32,92 (Nikola Jokić), superando los 31,91 (Giannis Antetokounmpo), y los 31,82 de Wilt Chamberlain.
Nikola Jokić lidera esta clasificación cinco temporadas por encima de 30, luego Michael Jordan y LeBron James con cuatro, Shaquille O'Neal y Wilt Chamberlain con tres temporadas, y el resto repartidas entre David Robinson, Dwyane Wade, Chris Paul, Tracy McGrady, Anthony Davis, Stephen Curry, Russell Westbrook y Giannis Antetokounmpo. 
La temporada 2008–09, fue la única en la que se registró más de un jugador por encima de los 30, LeBron James (31.67), Dwyane Wade (30.46) y Chris Paul (30.04).

## Líderes

### PER en la carrera
Actualizado al término de la temporada 2024-25:
| #   | Jugador               | PER   |
| --- | --------------------- | ----- |
| 1.  | Nikola Jokić          | 28.51 |
| 1.  | Michael Jordan        | 27.91 |
| 3.  | LeBron James          | 26.88 |
| 4.  | Anthony Davis         | 26.80 |
| 5.  | Shaquille O'Neal      | 26.43 |
| 6.  | David Robinson        | 26.18 |
| 7.  | Wilt Chamberlain      | 26.16 |
| 8.  | Bob Pettit            | 25.45 |
| 9.  | Kevin Durant          | 25.29 |
| 10. | Giannis Antetokounmpo | 24.79 |
| 11. | Neil Johnston         | 24.86 |
| 12. | Charles Barkley       | 24.63 |
| 13. | Kareem Abdul-Jabbar   | 24.58 |

|  |  | Jugador activo en la NBA |

Los récords históricos de eficiencia en la NBA son:
- Carrera con un Ratio de Eficiencia mayor: Michael Jordan (27.91)
- Temporada con un Ratio de Eficiencia mayor: Nikola Jokić (32,92 en 2021–22)
- Carrera PO con un Ratio de Eficiencia mayor: Michael Jordan (28.59)
- Temporada PO con un ratio de Eficiencia mayor: Hakeem Olajuwon (38.96 en 1988)

## Cálculo
Todos los cálculos comienzan con lo que se denomina un PER no ajustado (uPER). La fórmula es:
{\displaystyle uPER={\frac {1}{min}}\times \left(3P+\left[{\frac {2}{3}}\times AST\right]+\left[\left(2-factor\times {\frac {tmAST}{tmFG}}\right)\times FG\right]+\left[0.5\times FT\times \left(2-{\frac {1}{3}}\times {\frac {tmAST}{tmFG}}\right)\right]-\left[VOP\times TO\right]-\left[VOP\times DRBP\times \left(FGA-FG\right)\right]-\left[VOP\times 0.44\times \left(0.44+\left(0.56\times DRBP\right)\right)\times \left(FTA-FT\right)\right]+\left[VOP\times \left(1-DRBP\right)\times \left(TRB-ORB\right)\right]+\left[VOP\times DRBP\times ORB\right]+\left[VOP\times STL\right]+\left[VOP\times DRBP\times BLK\right]-\left[PF\times \left({\frac {lgFT}{lgPF}}-0.44\times {\frac {lgFTA}{lgPF}}\times VOP\right)\right]\right)}
Cuando se multiplica y refactorea, la ecuación anterior se convierte en:
{\displaystyle uPER={\frac {1}{min}}\times \left(3P-{\frac {PF\times lgFT}{lgPF}}+\left[{\frac {FT}{2}}\times \left(2-{\frac {tmAST}{3\times tmFG}}\right)\right]+\left[FG\times \left(2-{\frac {factor\times tmAST}{tmFG}}\right)\right]+{\frac {2\times AST}{3}}+VOP\times \left[DRBP\times \left(2\times ORB+BLK-0.2464\times \left[FTA-FT\right]-\left[FGA-FG\right]-TRB\right)+{\frac {0.44\times lgFTA\times PF}{lgPF}}-\left(TO+ORB\right)+STL+TRB-0.1936\left(FTA-FT\right)\right]\right)}
Donde
- {\displaystyle \ factor={\frac {2}{3}}-\left[\left(0.5\times {\frac {lgAST}{lgFG}}\right)\div \left(2\times {\frac {lgFG}{lgFT}}\right)\right]},
- {\displaystyle \ VOP={\frac {lgPTS}{lgFGA-lgORB+lgTO+0.44\times lgFTA}}},
- {\displaystyle \ DRBP={\frac {lgTRB-lgORB}{lgTRB}}}.

Con
- tm, el prefijo, indica equipo en lugar de jugador;
- lg, el prefijo, indica liga en lugar de jugador;
- min número de minutos jugados;
- 3P número de triples encestados;
- FG número de tiros de campo;
- FT número de tiros libres;
- VOP por el valor de la posesión (pero en referencia a la liga, en este caso);
- RB para el número de rebotes: ORB ofensivos, DRB defensivos, TRB total (combinado), RBP por porcentaje de ofensivos o defensivos;
- otros que se describen en las estadísticas de baloncesto.

Una vez el uPER es calculado, debe ser ajustado al ritmo del equipo y normalizado a la liga para que se convierta en PER:
{\displaystyle \ PER=\left(uPER\times {\frac {lgPace}{tmPace}}\right)\times {\frac {15}{lguPER}}}
Este paso final quita la ventaja que tienen los jugadores cuyos equipos juegan al estilo fastbreak (y por lo tanto tienen más posesiones y más oportunidades de hacer cosas en ataque), y luego fija el promedio de la liga en 15.00.
También tenga en cuenta que es imposible calcular el PER (al menos de la manera convencional descrita anteriormente) para las temporadas de la NBA anteriores a 1978, ya que la liga no llevaba un registro de las pérdidas de balón, entre otras estadísticas avanzadas, antes de ese año.

## Hollinger Game Score
Como una extensión del PER, Hollinger también desarrolló una fórmula más simple que cuantifica cuál es el rendimiento individual de un jugador en un partido determinado. La fórmula del Game Score de Hollinger es:
PTS + 0.4 * FG - 0.7 * FGA - 0.4*(FTA - FT) + 0.7 * ORB + 0.3 * DRB + STL + 0.7 * AST + 0.7 * BLK - 0.4 * PF - TOV.
Game Score fue creado para dar una medida aproximada de la productividad de un jugador para un solo partido. La escala es similar a la de los puntos obtenidos (40 es un rendimiento sobresaliente, 10 es un rendimiento medio, etc.).
Todos los elementos del boxscore actual son necesarios para el cálculo, incluidos los rebotes ofensivos y defensivos, los robos, los tapones y las pérdidas de balón, por lo que la puntuación de Hollinger solo se puede aplicar a los partidos jugados desde la temporada 1978.

## Discrepancias sobre el PER
PER mide en gran medida el rendimiento ofensivo. Hollinger admite libremente que dos de las estadísticas defensivas que incorpora -tapones y robos (que no fueron registrados como un estadísticas oficiales hasta 1973)- pueden producir una imagen distorsionada del valor de un jugador y que el PER no es una medida fiable de la habilidad defensiva de un jugador. Por ejemplo, Bruce Bowen, ampliamente considerado como uno de los mejores defensores de la NBA (al menos durante la temporada 2006-07), ha obtenido habitualmente una valoración PER de un solo dígito.
"Bear in mind that this rating is not the final, once-and-for-all answer for a player's accomplishments during the season. This is especially true for players such as Bruce Bowen and Trenton Hassell who are defensive specialists but don't get many blocks or steals."
Algunos han argumentado que el PER da un peso indebido a la contribución de un jugador con minutos limitados, o contra la segunda unidad de un equipo, y subestima a los jugadores que tienen suficiente diversidad en su juego para jugar los minutos de inicio.

Se ha dicho que el PER recompensa a los lanzadores ineficientes. Nota de Dave Berri, autor de The Wages of Wins:
"Hollinger argues that each two point field goal made is worth about 1.65 points. A three point field goal made is worth 2.65 points. A missed field goal, though, costs a team 0.72 points. Given these values, with a bit of math we can show that a player will break even on his two point field goal attempts if he hits on 30.4% of these shots. On three pointers the break-even point is 21.4%. If a player exceeds these thresholds, and virtually every NBA player does so with respect to two-point shots, the more he shoots the higher his value in PERs. So a player can be an inefficient scorer and simply inflate his value by taking a large number of shots."
Hollinger respondió en un post del blog TrueHoop de ESPN:
Berri leads off with a huge misunderstanding of PER—that the credits and debits it gives for making and missing shots equate to a “break-even” shooting mark of 30.4% on 2-point shots. He made this assumption because he forgot that PER is calibrated against the rest of the league at the end of the formula.
Actually, if we took a player that was completely average in every other respect for the 2006–07 season—rebounds, free throws, assists, turnovers, etc.—and gave him a league-average rate of shots, and all of them were 2-pointers, and he shot 30.4%, he'd end up with a PER of 7.18. As long-time PER fans know, that would make him considerably worse than nearly every player in the league.

To end up with a league-average PER of 15.00, the actual break-even mark in this case is 48.5%, which is exactly what the league average is on 2-point shots this season.

### Comparando jugadores de diferentes épocas con el PER
Comparar jugadores de diferentes generaciones utilizando el PER presenta varios problemas, esto se debe principalmente a los cambios en las reglas y a los cambios en los datos estadísticos recopilados en diferentes épocas (aunque se podrían tener en cuenta muchos otros factores, incluso hasta el aumento del tamaño de la muestra, a medida que la NBA crecía gracias a la incorporación de más equipos). 
Hay que tener en cuenta, principalmente, que algunos de los jugadores de la lista jugaron antes de que el triple existiera, o de que se registraran los tapones y los robos de balón (Wilt Chamberlain, Bill Russell, etc.). Tapones y robos comenzaron a registrarse oficialmente en la temporada 1973–74, y el triple entró en la liga en la 1979–80. Durante la década de los 90 o los 2000 muchas reglas cambiaron y otras fueron incorporadas, como la "falta de tres tiros" o "el aclarado"  en la 1995–96 con lo que se incrementaría el número de tiros libres. También, la cantidad de contacto que un defensor podía hacer con un contrario se eliminó en 1994 y el uso de los codos en 1997. En 2004 se implanta la regla defensiva de "3 segundos en zona", por lo que el juego se abrió, salió un poco de la zona, y el triple comenzó a tener más relevancia, y se elevó el número de faltas cometidas. Por lo tanto es complejo hacer este tipo de comparaciones.
El entrenador Larry Brown dijo que "The college game is much more physical (than the NBA) [...] I always tease Michael (Jordan), if he played today, he'd average 50". Al término de la temporada 2012–13 el entrenador de Miami Heat, Erik Spoelstra, dijo que comparar jugadores de diferentes épocas es el equivalente a comparar "manzanas con naranjas". "You’ll never be able to tell [how James stacks up to Jordan or Magic Johnson] because they didn't play against each other. The game is different now than when it was played in the 1980s or even before that".